# Anablèpids

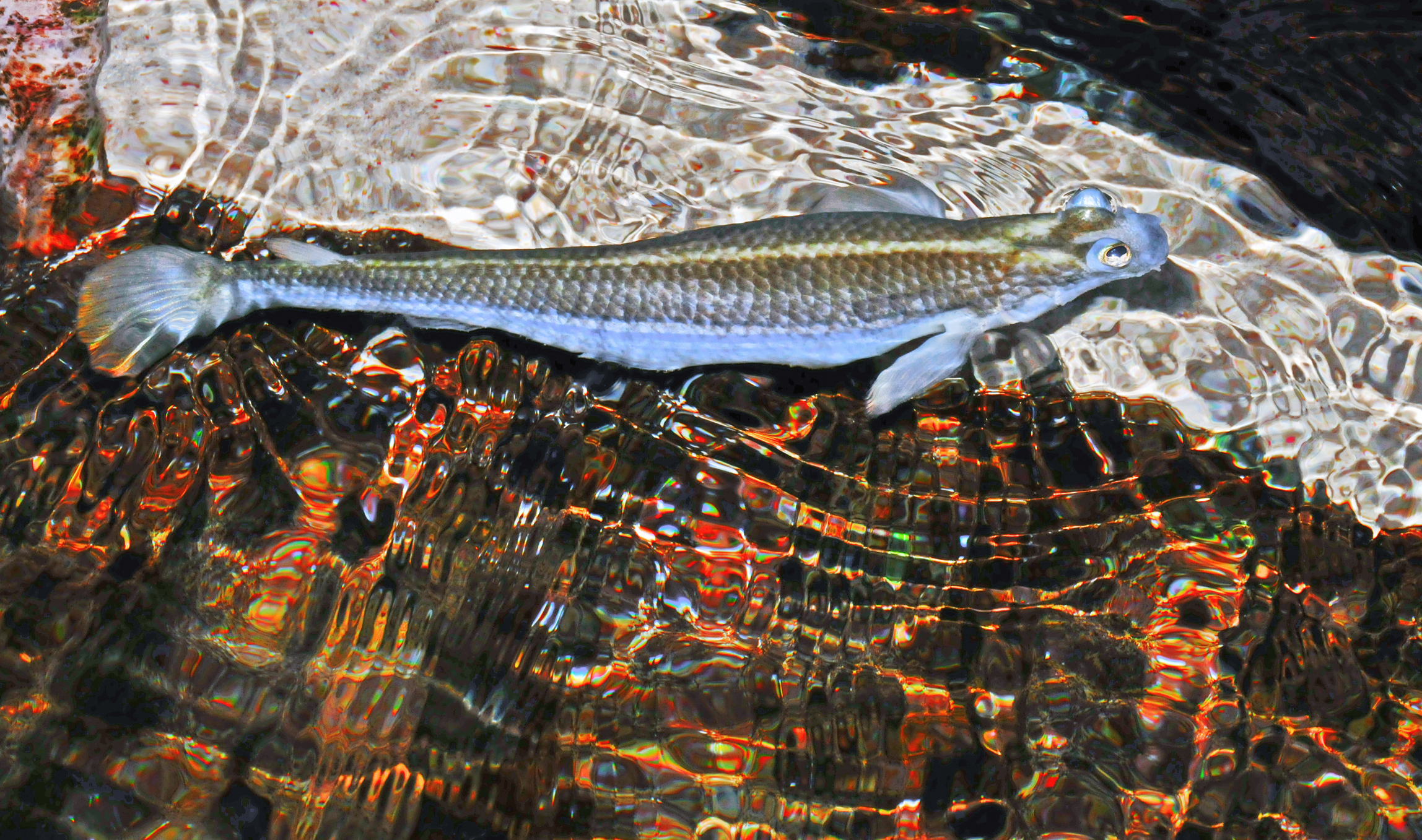
Anableps anableps

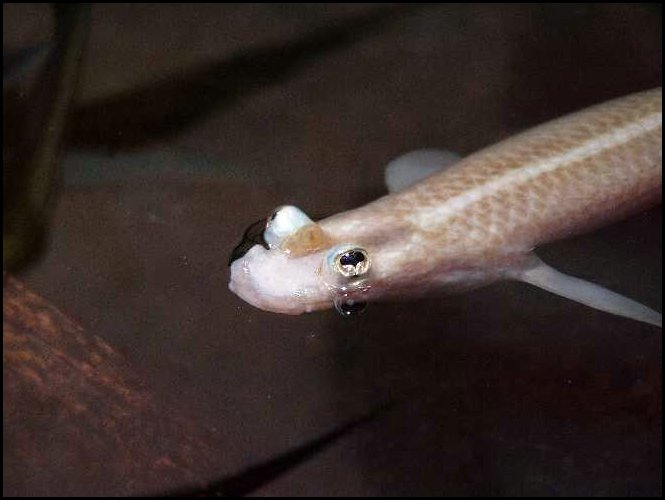
Anableps sp.

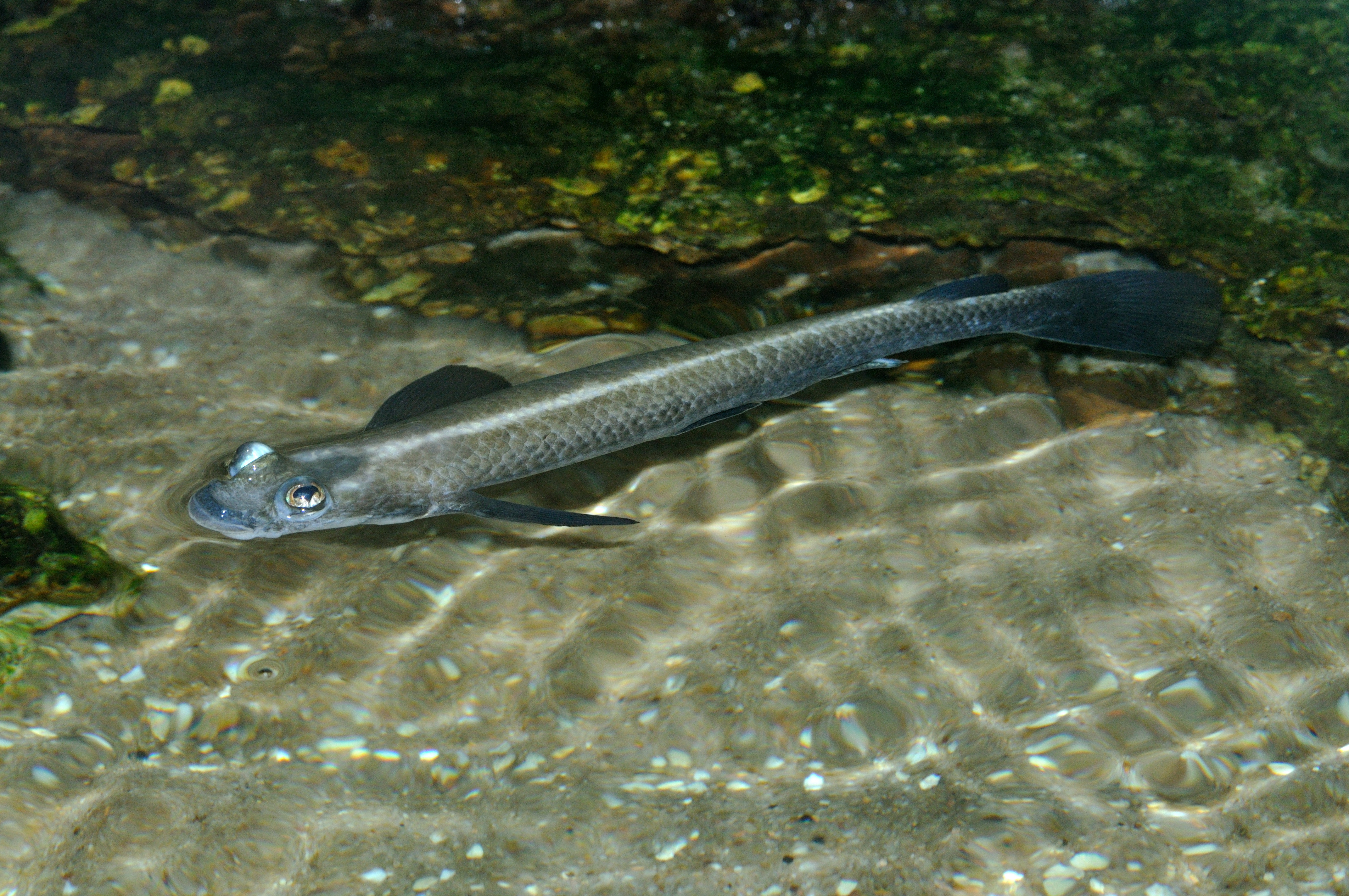
Anableps anableps

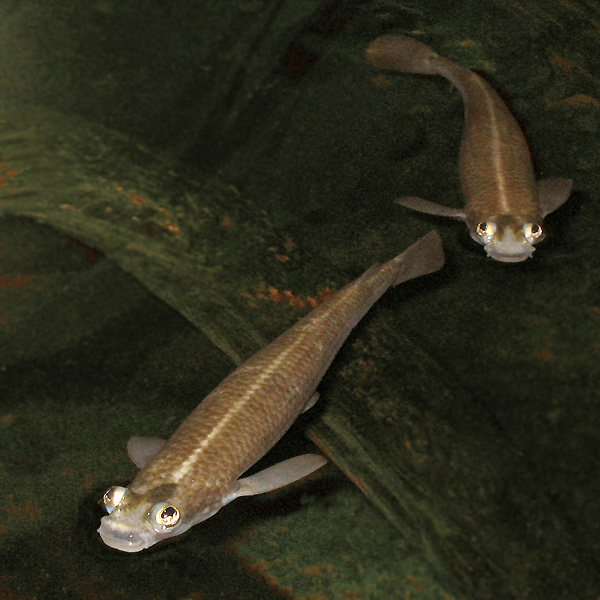
Anableps sp.

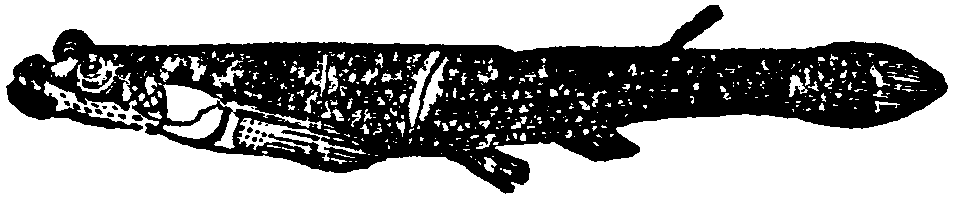
Anableps sp.

Els anablèpids (Anablepidae) constitueixen una família de peixos pertanyent a l'ordre dels ciprinodontiformes.

## Morfologia
La subfamília Anablepinae pot arribar als 32 cm de llargària total mentre que Jenynsiinae assoleix els 12. Té una boca protràctil i aletes pèlviques en posició abdominal i ubicades darrere de la punta de l'aleta pectoral, sense espines i amb gonopodi o sense (òrgan sexual masculí derivat de l'aleta anal).

## Reproducció
Són vivípars, llevat d'Oxyzygonectes que és ovípar. La fertilització pot ésser interna o externa.

## Alimentació
Mengen principalment insectes i d'altres invertebrats.

## Hàbitat
Són peixos d'aigua dolça, salabrosa o marina.

## Distribució geogràfica
Es troba des del sud de Mèxic fins al sud de Sud-amèrica, tant al vessant atlàntic com al pacífic.

## Taxonomia
- Subfamília Anablepinae (Garman, 1895)
  - Gènere Anableps (Scopoli, 1777)[4]
    - Anableps anableps (Linnaeus, 1758)[5]
    - Anableps dowei (Gill, 1861)[6]
    - Anableps microlepis (Müller & Troschel, 1844)[7]
- Subfamília Jenynsiinae (Günther, 1866)
  - Gènere Jenynsia (Günther, 1866)[8]
    - Jenynsia alternimaculata (Fowler, 1940)[9]
    - Jenynsia diphyes (Lucinda, Ghedotti & Graça, 2006)[10]
    - Jenynsia eigenmanni (Haseman, 1911)[11]
    - Jenynsia eirmostigma (Ghedotti & Weitzman, 1995)[12]
    - Jenynsia lineata (Jenyns, 1842)[13]
    - Jenynsia maculata (Regan, 1906)[14]
    - Jenynsia multidentata (Jenyns, 1842)[13]
    - Jenynsia onca (Lucinda, Reis & Quevedo, 2002)[15]
    - Jenynsia pygogramma (Boulenger, 1902)
    - Jenynsia sanctaecatarinae (Ghedotti & Weitzman, 1996)[16]
    - Jenynsia tucumana (Aguilera & Mirande, 2005)[17]
    - Jenynsia unitaenia (Ghedotti & Weitzman, 1995)[12]
    - Jenynsia weitzmani (Ghedotti, Meisner & Lucinda, 2001)[18]
- Subfamília Oxyzygonectinae (Parenti, 1981)
  - Gènere Oxyzygonectes (Fowler, 1916)[19]
    - Oxyzygonectes dovii (Günther, 1866)[20]

## Ús comercial
Algunes espècies formen part del comerç de peixos d'aquari.